# Klubowe Mistrzostwa Świata w piłce siatkowej kobiet 2011
5. edycja Klubowych mistrzostw świata w piłce siatkowej kobiet rozpoczęła się 8 października 2011 w Katarze. W rozgrywkach brało udział 6 drużyn.
Tytuł klubowego mistrza świata zdobyła po raz pierwszy Rabita Baku.

## Zakwalifikowani
| drużyna                         | sposób kwalifikacji                                     |
| ------------------------------- | ------------------------------------------------------- |
| Kenya Prisons                   | Zwycięzca klubowych mistrzostw Afryki 2011              |
| Chang VC                        | Zwycięzca klubowych mistrzostw Azji 2011                |
| Mirador                         | Zwycięzca klubowych mistrzostw Ameryki Północnej 2011   |
| Sollys/Osasco                   | Zwycięzca klubowych mistrzostw Ameryki Południowej 2011 |
| Vakıfbank Güneş Sigorta Stambuł | Zwycięzca Ligi Mistrzyń 2010/11                         |
| Rabita Baku                     | Dzika Karta (finalista ligi mistrzyń)                   |

## Grupy
| Grupa A                                               | Grupa B                            |
| ----------------------------------------------------- | ---------------------------------- |
| Vakıfbank Güneş Sigorta Stambuł Mirador Kenya Prisons | Rabita Baku Sollys/Osasco Chang VC |

## Klasyfikacja końcowa
| Miejsce | Drużyna              |
| ------- | -------------------- |
| 1.      | Rabita Baku          |
| 2.      | Vakıfbank TT Stambuł |
| 3.      | Sollys/Osasco        |
| 4.      | Mirador              |
| 5.      | Chang VC             |
| 5.      | Kenya Prisons        |